# Ислям
 Тази статия е за религията.  За британския музикант вижте Юсуф Ислям.  
Ислямът (на арабски: الإسلام, МФА: [ʔislæːm]) е монотеистична авраамическа религия, основана на Корана – книга, смятана от мюсюлманите за буквално слово на единствения Бог (Аллах). Ислямът се основава още и на преданието (сунна), описващо учението и дейността на пророка Мохамед. В буквален превод „ислям“ означава „подчинение (на Бог)“.
Последователите на исляма се наричат мюсюлмани, смятат своята религия за завършена и универсална форма на първичната монотеистична религия, разкривана и по-рано в различни времена и места, включително пред пророците Адам (Адем), Авраам (Ибрахим), Моисей (Муса) и Исус (Иса). Според ислямската традиция тези по-ранни послания са изкривени с времето. Мюсюлманските религиозни практики включват стълбовете на исляма – пет задължителни действия на поклонение пред Бог. Ислямското право (шариат) включва подробни предписания за почти всяка област на личния и обществения живот, като обхваща теми от банковото и военното дело до благотворителността и защитата на околната среда.
Със своите около 1,6 милиарда вярващи, или 23% от населението на Земята, ислямът е втората по разпространение религия след християнството, а според някои оценки – най-бързо разрастващата се. Повечето мюсюлмани са привърженици на някои от двете главни разклонения на исляма – сунизъм и шиизъм.
Ислямът е преобладаващата религия в Близкия Изток и Северна Африка, както и в големи части от Азия и Субсахарска Африка. Значителни мюсюлмански общности има в Китай и Русия, както и на някои от Антилските острови. Около 13% от всички мюсюлмани живеят в Индонезия, най-голямата предимно мюсюлманска държава, 31% – в Индийския субконтинент, а други 20% – в арабските страни. Общности на мюсюлмански имигранти или хора, приели исляма, има в почти всички части на света.

## Наименование
Думата „ислям“ е арабско отглаголно съществително име със семитския трибуквен корен „с-л-м“ и базирано на глагола „аслама“ („приемам“, „подчинявам се“). Така „ислям“ означава приемане и подчинение на Бога, а вярващите трябва да демонстрират това, като му се покланят, следват заповедите му и избягват политеизма. В ислямската религиозна философия той е част от триадата ислям, иман и ихсан, в рамките на която включва актовете на поклонение (ибадет) и ислямското право (шариат).
В текста на Корана думата „ислям“ е използвана в няколко различни значения. Някои аяти (глави на Корана) подчертават, че ислямът е вътрешно убеждение („И когото Аллах поиска да напъти, разтваря Той гърдите му за Исляма...“), докато други го свързват с понятието „дин“, обикновено превеждано като „религия“ („Днес изградих за вас вашата религия и изпълних Своята благодат към вас, и одобрих Исляма за ваша религия“, „Ислямът е религията при Аллах“). На други места ислямът е описван като акта на завръщане към Бог и нещо повече от просто заявление на вярата.
В българския език често, особено в исторически план, мюсюлманите се наричат „мохамедани“, като този термин се използва просто като синоним на мюсюлманин. Самите мюсюлмани намират обаче тази дума за неуместна, понякога дори за обидна, тъй като според тях учението на исляма не води началото си от Мохамед като създател на религията. В исляма се приема, че божествената религия, дадена на първия човек (Адам), е именно мюсюлманската религия (която в превод от арабски означава „мирната" религия) и че това е било и учението, дадено на Авраам, Моисей и Исус. Мохамед е последният от тази верига на многобройни Божии пратеници и се счита за най-великия от пророците, възвестили Бога.

## Вярвания
Основните вярвания в Исляма са: вярата в един Бог (Аллах), Ангелите на Аллах (Меляики), Книгите на Аллах (Кутубуллах), Пратенците на Аллах (Русулуллах), Съдния ден (Яумуддин), Съдбата (ал-Кадр), Живота след смъртта (Ахира). В някои текстове, тези вярвания са общо шест. Причината за това е, че вярата в Съдния ден бива разглеждана като част от Живота след смъртта. Тези седем вярвания (или шест, както е обяснено по-горе), могат да се обединят в три групи. Това са Таухид (вярата, че Бог е един и че той определя съдбата), Рисалах (пророчество, което включва вярата в ангелите, книгите и пророците на Аллах) и Ахира (живот след смъртта, към което спада вярата в Съдния ден). Таухид, Рисала и Ахира определят ислямския начин на живот. 

### Бог
Основополагащата богословска концепция на исляма е таухид – вярата в съществуването на един-единствен Бог. Често той е наричан с арабската дума Аллах, но в много неарабски езици думата се превежда или се използват както местната, така и арабската форма. В традиционното ислямско богословие Бог стои извън възможностите на човешкото разбиране и хората не трябва да си го представят в конкретен образ, а да му се покланят като на напълно абстрактна сила. В Корана той е описван с различни епитети, като най-често срещани са ал-рахман („милосърден“) и ал-рахиим („всемилостив“).
Вярата в един Бог се изразява в шахада, първият от петте стълба на исляма. Шахада означава „свидетелство“ и в него се съдържа целият смисъл на исляма – единобожието. Изричайки шахадата, човек потвърждава, че няма друг бог освен Аллах, и че Мохамед е негов пратеник. За мюсюлманите смисълът на живота е почитането на Бог. Макар че мюсюлманите приемат Исус Христос за пророк, те отхвърлят християнската доктрина за триединството на Бога и за божествеността на Христос, смятайки я за политеизъм. В ислямското богословие Христос, както и Мохамед, са просто хора и нямат божествени характеристики.
Вярата в единствения Бог е изразена в сура Ал-Ихляс от Корана: „Кажи [О, Мухаммед]: „Той е Аллах – Единствения, Аллах, Целта [на всички въжделения]! Нито е раждал, нито е роден, и няма равен Нему.“ (112)

### Ангели
Вярата в ангелите е едно от шестте основни вярвания в исляма. За разлика от човека, ангелите не притежават свобода на волята. Те са напълно отдадени на Аллах и безгрешни в службата си, и нямат физически, материални нужди. Те са невидими за човека, създадени са от сияние и са много изящни. В Корана ангелите са описани като „пратеници с по две, по три, по четири крила.“  Ангелите са навсякъде – на земята, на небето и около нас.
Всеки ангел изпълнява отредените му задължения. Например Джебраил (Гавриил) е главният сред ангелите и е посредник между Аллах и пророците; Микаил управлява реда в природата; службата на Исрафил е свързана с настъпването на Второто пришествие и съживяването на мъртвите; а Азраил е този, който взема душите на умиращите. Ангелите, които наблюдават и записват постъпките на човек, са двама и се намират от лявата и от дясната му страна. Този, който стои отдясно, записва добрите постъпки, а стоящият от ляво записва лошите.

### Свещени книги
Ислямските свещени книги са текстовете, които според повечето мюсюлмани са продиктувани от Бог на различни пророци. Според мюсюлманите ранните свещени книги, като Таурат (Петокнижие) и Инджил (Евангелие), са частично изкривени и изопачени – било в интерпретацията си, било в буквалния текст, или и в двете. Докато Коранът, последната свещена книга, е буквалното слово на Бог, автентично, поради което тя е основният религиозен текст на исляма. Коранът е продиктуван на арабски език.
За мюсюлманите текстът на Корана е разкрит пред Мохамед от Бог чрез Джебраил (а.с) по време на множество явявания между 610 година и смъртта на Мохамед на 8 юни 632 година. Смята се, че Коранът е записан от съратниците на Мохамед още преди неговата смърт, въпреки че първоначално той се предава главно в устна форма. Отделните части на Корана са събрани по времето на първия халиф Абу Бакр и са окончателно стандартизирани при третия халиф Осман ибн Афан. Текстологичните изследвания показват, че Коранът не се е променил съществено от 7. век.
Коранът е разделен на 114 глави (сури), които съдържат общо 6236 стиха (аяти). Хронологически по-ранните сури, разкрити в Мека, засягат предимно етически и духовни въпроси, а по-късните медински сури – главно обществени и морални теми. Коранът се концентрира не толкова върху правните ограничения, колкото върху моралните напътствия, и е смятан за основен „източник на ислямските принципи и стойности“. Ислямските юристи използват също хадисите (описания на живота и думите на пророка Мохамед) като допълнение към Корана и помощно средство за неговата интерпретация. Коментирането и тълкуването на Корана се нарича тафсир.
Самата дума „Коран“ означава „декламиране“ и когато мюсюлманите говорят за Корана, те обикновено имат предвид декламирането на текста на арабски, а не отпечатания текст или негов превод. Според тях Коранът е идеален само в оригиналната си форма, а преводите са несъвършени, поради различията в езиците, погрешимостта на преводачите и невъзможността за запазване на оригиналния стил. По тази причина преводите се разглеждат само като коментари на Корана, интерпретации на неговия смисъл. Оригиналът на Корана на арабски език се нарича Мусхаф. Всички преводи на други езици са превод на значението.

### Пророци
Пророците заемат важно място в исляма, тъй като те са посредниците между Аллах и човечеството. Пророците предават на хората посланията на Аллах. За тази важна задача Аллах избира най-достойните сред вярващите. Техните постъпки са пример за хората. Мюсюлманите вярват, че пророците нямат божествен произход. Необикновените способности, които някои от тях показват, са им дадени от Аллах и са доказателство, че са богоизбрани. Мисията на пророците е ислямът, който сам по себе си значи пълното отдаване на човека в служба на Аллах.
В Корана се споменават имената на 25 пророци. Това са Адем (Адам), Идрис (Енох), Нух (Ной), Худ (Евер), Салих (Шела), Лут (Лот), Ибрахим (Авраам), Исмаил, Исхак (Исаак), Якуб (Йаков), Юсуф (Йосиф), Шуайб (Йотор), Харун (Аарон), Муса (Моисей), Давуд (Давид), Сюлейман (Соломон), Еюб (Йов), Зюлкифл, Юнус (Ион), Иляс (Илия), Ал-Ясаа (Елиса), Закария (Захария), Яхя (Йоан Кръстител), Иса (Иисус), Мухаммед (Мохамед). 
Мохамед е най-великият и последният пратеник на Аллах – „(Мухаммед) е пратеник на Аллах и последният от пророците.“ За разлика от другите пророци, които са изпращани на определени народи, Мохамед е изпратен като пророк на цялото човечество.

### Вяра в Съдния ден
Мюсюлманите, както и християните, вярват, че този кратък земен живот, с всичките си изпитания, ни подготвя за отвъдния живот, който е вечен. Според ислямските вярвания реалността на нашия материален свят приключва с настъпването на Съдния ден. В него Аллах изпълнява обещаното на всички според установения завет, според договора, сключен с всекиго с приемането на мюсюлманската вяра и на Откровението. Според Корана никой освен Аллах не знае кога ще настъпи Съдният ден. „Часът – скривам го докрай – непременно ще дойде, за да се въздаде на всеки според делата му“ (20:15). На този ден хората ще бъдат възкресени във физическите си тела, но със сетива и характеристики, непознати за нашите земни разбирания. „Ние отредихме смъртта за вас и не ще бъдем възпрени да променим такива като вас и да ви пресъздадем в нещо, което не ви е познато“ (56:60 – 61). Аллах уверява тези, които се съмняват, че ще бъдат възкресени: „Нима човек смята, че Ние не ще съберем костите му? Наистина Ние можем да възстановим и върховете на пръстите му“ (75:3 – 4). За разлика от живота на Земята, където хората имат свободна воля да вярват или да не вярват в Бог, да вършат добро или зло, със започването на Съдния ден хората ще бъдат лишени от този избор. Всеки човек ще бъде съден според добрите и лошите дела, които е извършил на земята. В сура Залзала (Земетръсът), Аллах казва: 
| „        | Който извърши добро, дори с тежест на прашинка, ще го види. И който извърши зло, дори с тежест на прашинка, ще го види. | “ |
| 99:7 – 8 | |   |

Ужасът, който ще обхване хората в Деня, ще бъде толкова силен, че роднинските връзки няма да имат значение – всеки човек ще бъде погълнат от мисълта за собственото си спасение. На този ден никой не ще може да помогне на ближния си. 
| „          | Денят, в който близък не ще избави близък с нищо. И не ще им се помогне, освен когото Аллах пощади. Той е Всемогъщият, Милосърдният. | “ |
| 44:41 – 42 | |   |

„Съдният ден“ е само едно от наименованията на края на съществуването на нашия материален свят. В Корана са записани още множество имена, които описват това събитие. Някои от тях са:
Сетният ден (2:8), Денят на възкресението (2:85), Денят, за който няма съмнение (3:9), Тежкият ден (11:77), Денят, за който хората ще бъдат насъбрани (11:103), Знаменателният ден (11:103), Денят, в който не ще има нито откуп, нито приятелство (14:31), Денят на знайното време (15:38), Денят на горестта (19:39), Неизбежният ден (30:43), Денят на отсъждането (32:29), Денят на разграничението (37:21), Денят на равносметката (38:16), Денят на срещата (40:15), Наближаващият ден (40:18), Денят на призива (40:32), Денят на сбора (42:7), Денят на обещанието (50:20), Денят на вечността (50:34), Денят на истината (78:39), Обещаният ден (85:2), Всепокриващият ден (88:1), Часът (6:31), Събитието (56:1), Неизбежното (69:1), Бедствието (69:4), Голямото прииждане (79:34), Грохотът (80:33).
Съдният ден представлява последните моменти от съществуването на материалния свят. От описанието на Съдния ден в Свещения Коран става ясно, че бедствията, на които хората ще станат свидетели, надминават всички наши представи за разрушителните природни явления от миналото и настоящето на Земята. „Изчакай Деня, в който небето ще донесе явен дим! Той ще обгърне хората. Това е болезнено мъчение“ (44:11); Когато земята се разтърси в трус и планините се разломят на отломки, и станат разпиляна прах [...]" (56:4 – 6).

### Предопределение
Едно от основните вярвания в исляма е вярата в кадар, което на арабски означава „предопределение“, „съдба“. Мюсюлманите вярват, че Аллах е създателят и абсолютният владетел на Вселената, следователно всички процеси и явления в миналото, настоящето и бъдещето се случват с неговото позволение и с неговото вечно и неизмеримо знание. Хората са част от Вселената, следователно Аллах знае какъв ще бъде всеки техен избор и неговите последствия. Но това, че Аллах знае действията на всеки човек и последиците от тях, не оказва влияние на свободата на този човек да избира. Човекът е дарен със свободна воля и ще бъде съден както за своите постъпки, така и за своите намерения и подбуди.

## Религиозни практики

### Етика
Всеки мюсюлманин има пет основни религиозни задължения.
- Да изповядва истинската вяра, която се състои във вероизповедната формула Шахада: Свидетелстване, че няма друг бог освен Аллах и че Мохамед е пратеник на Аллах.
- Молитвата – Намаз, която се извършва пет пъти дневно.
- Постът – Саум в свещения за мюсюлманите месец Рамазан.
- Даването на милостиня – Зекят и изобщо извършването на добри дела.
- Поклоничеството – Хадж в свещения град Мека.

Извън тези предписания мюсюлманинът е призван да бъде търпелив, разбиращ и внимателен спрямо своите единоверци, а и спрямо останалите хора. По-особените традиции, възприети в някои мюсюлмански общества, особено в отношенията в семейството и между половете, се коренят не толкова в религията, колкото в националните традиции на тези общества.
Тези религиозни задължения са съответни на шестте основи на вярата, които всеки мюсюлманин трябва да приема. Те са следните:
Първа основа: Вяра в Аллах
Втора основа: Вяра в меляйкетата (ангелите)
Трета основа: Вяра в книгите (писанията)
Четвърта основа: Вяра в пратениците
Пета основа: Вяра в Съдния ден
Шеста основа: Вяра в съдбата

### Шериат
Шериатът (от арабски: شريعة‎‎ – правилен път) е съвкупността от предписания, стоящи в основата на религиозния, моралния и обществения живот на мюсюлманите.

### Джихад
Джихадът, (от арабски: جهاد‎‎ – усилие) е задължение за всеки вярващ мюсюлманин. В ранните години на исляма се възприема буквално – като война срещу неверниците. Но още преди 9 век, т.е. преди религиозните войни, свързани с кръстоносните походи, Голямото медресе (в Кайро) препоръчва (становището е именно препоръчително, а не задължително) „свещена война, която вярващият води вътре в себе си“. Второто значение е война в буквалния смисъл. Тя се води по строго определени правила, включително щадене на невинните, жените и децата. В по-широк смисъл свещената борба (джихад) включва защитаване на честта, на имуществото, на родината, както и борбата с корупцията, подтисничеството и невежеството.
Всъщност Големият Джихад е борбата с вътрешното ти „аз“, с душата, която често е в ръцете на шейтана (дявола); от голямо значение за човека е да не позволява на дявола да го води.

## История
Последният пратеник към всички хора е Мохамед. Той е роден през 570 г. в семейство в Мека, в днешна Саудитска Арабия. Според ислямските предания през 610 г. започнало предаването на откровения от Аллах към Мохамед чрез меляикето (ангел/архангел) Джебраил (а.с) (Гавраил), с чието разпространение Мохамед трябвало да се занимава до края на живота си или в продължение на 23 години. Той поема Пророчеството на четиридесетгодишна възраст. (До този момент Мохамед е бил неграмотен и впоследствие много пъти изтъква, че той само цитира Божието Слово.)
Подобно на мнозинството големи религиозни водачи, приживе Мохамед е преследван от съвременниците си заради своите възгледи. Където и да идел бил отблъскван, замерян с камъни, преследван, за да бъде убит, но той продължавал да не се отказва от мисията си. През повечето време тялото му било обляно с кръв от камъните, хвърлени по него, но той без да каже и дума продължавал напред. При едно такова преследване Пророкът по чудотворен начин успява да напусне Мека и да достигне до град Медина. Това събитие е и терминът, от който започва ислямското летоброене – Хиджра (или „Егира“).
По време на управлението на халифа Абу Бакр откровенията на Мохамед са събрани в свещената за мюсюлманите книга Коран (араб. أَلْقُرآن‎‎ – Qur'ān). Започва масовото разпространение на Исляма, което достига своя разцвет при възникването на Арабския халифат, в чиито рамки учението на Пророка се разпространява от Испания до Западна Индия. През този период на основата на исляма бурно се развива науката и изкуството. Учени като Авицена и Авероес, поети като Омар Хаям и Фирдоуси, намират почва за развитие именно в религиозната среда на исляма.
През периода на колониализма ислямът започва да навлиза в период на упадък, а великата култура, създадена върху неговата основа, е изтласкана встрани. Едва от средата на 19 век и особено през 20 век ислямът застава на пътя на своето възраждане като религия и възстановява полагащото му се място като част от безспорното духовно наследство на човечеството.

### Разпространение
Скоро след появата на исляма, през 7 – 8 век, в резултат от арабските завоевания се образува Арабският халифат – теократична империя, простираща се от Испания през Северна Африка до западните части на Индия. Именно Арабският халифат става основната движеща сила за разпространението на исляма. Тъй като религиозните ценности, проповядвани от религията, намират отражение в управлението на халифата (отмяна на голяма част от данъците за мюсюлманите, забраната за лихварство), ислямът е възприеман предимно доброволно. Богатата религиозно-философска култура и литература също допринасят за разпространението на ислямското влияние, но това остава в по-тесни среди и не се приема еднозначно.
С времето ислямът започва да изпраща своите мисионери в различни точки на стария свят. Така се стига до ислямизирането на Централна Азия, Индонезия, стари държави като Волжка България и т.н.
На европейския континент ислямът се разпространява главно след експанзията на Османската империя през 14 – 15 век. По същото време империята на Великите Моголи утвърждава ислямското присъствие в Индия и Пакистан.
В днешно време разпространението е преди всичко свързано с миграцията.

#### В България и на Балканите
Ислямът се появява на Балканите включително на територията на днешна България още през 7 век, когато след първите византийско-арабски войни много пленници са заселени на полуострова. Така или иначе, ислямът остава изолиран, неговите последователи, преселени на Балканите, са асимилирани от местното население и възприемат местната култура, религия и обичаи. Едва с нашествието на селджукските турци ислямът получава широко разпространение. През 14 – 15 век той е бил налаган насилствено чрез убийства и издевателства над българския народ и в по-редки случаи е бил приеман доброволно поради облекчената данъчна система, която предлага османската система. Представители на старите балкански аристократични фамилии са сред първите, възприели исляма.
Особено значение за бъдещето на Балканите има приемането на исляма от албанците през 16 – 17 век. Третирани през предишните векове от своите могъщи съседи – българи, сърби, гърци като второстепенен народ, те получават не само пълни права, но и господство над съседните народи, което открива пътя им за културна и етническа експанзия. Същото се отнася и за босненците, които преди да приемат исляма били предимно богомили.
Според справочника на ЦРУ днес в Албания мюсюлманите представляват 70 на сто от населението, в Босна и Херцеговина са 40 на сто, в Македония – 33,3 на сто, в България има 12,2% мюсюлмани, в Сърбия – 3,2%, в Гърция – 1,3%, в Румъния – 0,9%. Данни за Черна гора не са представени. Въпреки и независимо от процентното отношение, в различните страни междурелигиозните отношения се възприемат по различен начин, най-вече във връзка с официалната държавна политика. Така например между българските граждани, независимо от произхода им, и въпреки историческата обремененост (Османско иго, възродителен процес), съществува дух на търпимост и взаимопомощ. За настоящото положение в Западните Балкани, където нетърпимостта между различните изповедания, свързана най-вече във войните в бивша Югославия, все още не е затихнала. Балканите обаче са в процес на стабилизация и тенденцията за изглаждане на мирното съжителство дори в конфликтните региони е трайна.

#### В Западния свят
В досег с Европа ислямът влиза за първи път през 711 г. със завоюването на Испания от умаядите, които достигат Франция, но през 732 г. са спрени от франките в битката при Тур. На Иберийския полуостров мюсюлманско държавно присъствие остава чак до 1492 г. Мюсюлманското население е прогонено окончателно към 1614 г.
След разпадането на колониалната система в началото на втората половина на 20 век, започва масова емиграция на граждани от ислямските страни към държавите от Западна Европа и Северна Америка. Там имигрантите образуват свои устойчиви религиозни общности. По официални данни в САЩ мюсюлманите са около 9 милиона души, а в днешния ЕС (без новоприетите страни-членки) – около 15 милиона.

### Ислямът и борбата срещу тероризма
Атентатите от 11 септември 2001 в САЩ накараха предстоятелите на мюсюлманските общности в тези страни да излязат с официални становища, с които се определят като противници на терора. В нарочно послание папа Йоан Павел II отрече връзката между терора и идеологията на исляма; подобни документи издадоха и повечето православни патриарси. Великото медресе в Кайро също излезе с подобен документ. Появяват се тълкувания на това, какво е фатва.
Общото положение при всички тези случаи е, че ислямът сам по себе си е мирна религия и като такава не може да стои зад постъпките на някои свои радикални последователи, даже когато те се аргументират именно с нея. Все пак, в западните общества не съществува единомислие по този въпрос и правотата на подобни твърдения се подлага на съмнение, най-вече поради факта, че в Корана се съдържат отделни стихове, които недвусмислено призовават към насилие над друговерците.
В днешно време напрегнатото отношение между мюсюлманите и друговерците въпреки всичко продължава да съществува.

## Вътрешно разделение
Въпреки че в исляма не съществуват отделни изповедания с ясно очертана теоретична и институционална разлика, а основните общности носят имената или на своите първооснователи, или на племената, в които е възприет съответният религиозен култ, се налага разделянето на две основни общности – сунити и шиити, като всички други деления могат да бъдат отнесени към едната или другата група.

### Сунити
Сунити (от арабски: أهل السنة, ахл ас суна – „последователите на суна“) са най-многобройното вероизповедание в исляма и смятат себе си за носители на неговата автентична традиция. Основно, сунитите смятат, че на този етап връзката („откровението“) между Бога и човечеството се изчерпва с проповедта на Мохамед и текстовете на Корана, чиито предписания сунитите вярно следват.
Във външните форми за сунитите е характерно обрязването като знак за съпричастност към Божия закон.
Според сунитите всеки човек може да познае пътя във вярата ако следва изискванията на традицията (суна) и примера на Мохамед.

### Шиити
Шиитите (от арабски: شيعة علي, шийат Али – „другарите на Али“) също смятат себе си за потомци на автентичното предание, но възлизащо към зетя на пророка Мохамед – Али. За шиитите потомците на Али са носители на истинското предание и са по-достоверни от тълкуванията на сунитските теолози.
Някои шиитски общности практикуват обрязването. Най-многобройни са шиитите в Иран, Ирак и Азербайджан. Голяма шиитска общност населява и Ливан. Шиитските общности в Турция и на Балканите са известни като алевити.
Последователите на Али смятат, че обикновеният мюсюлманин не може да разбере исляма и се нуждае от водач, който може да бъде само от рода на Пророка.

### Уахабити
Уахабизмът е ултраконсервативно реформаторско движение в сунитския ислям от 18 век и доминираща форма на исляма на Арабския полуостров – най-вече Саудитска Арабия и Катар, малки части от Африка и западен Ирак. Той е религиозно движение на ислямски фундаменталисти, търсещо да се върне към ранните основополагащи източници на исляма – Коранът, който е откровение на Аллах, и хадисите, които са разкази за деянията на Мохамед.

### Хариджити
Друго направление в исляма са хариджитите. Те са се отделили от главните направления заради вярването си, че е допустимо неподчинението (ключовият елемент тук е въоръжената борба) на халифа, ако последният не се придържа към шериата. Останалите сунитски течения се придържат към принципа за подчинение на халифа, дори ако той не е на висотата на своето положение. Течението на хариджитите възниква през 7 век в южната част на днешен Ирак и включва мюсюлмани, които първоначално подкрепят четвъртия халиф Али ибн Абу Талиб, но впоследствие го отхвърлят. В днешно време се практикува само едно от разклоненията на хариджизма – ибадизмът, който е основното вероизповедание в Оман, но е разпространен също в Източна и Северна Африка.

### Суфити
По-особена група са т.нар. суфии или суфити, които са всъщност мистици, които подобно на аскетите от другите религиозни школи търсят центъра на познанието не във външното откровение, а във вътрешното преживяване.

### Алевити
Наричани са също алиани. Тяхното вероизповедание е разклонение на шиитския ислям. Смятани са за еретици от сунитите.

### Алауити
Разклонение на шиитския ислям, близки са до алевитите. В началото на ХХ век (1920 – 1936) се сдобиват със собствена държава под френско управление. От тях произхожда и сирийският политически елит от втората половина на ХХ век и първите две десетилетия на ХХI век (1971 – 2015).

## Съпоставяне между християнство и ислям
В исляма Иисус е споменат като един от пророците, но за разлика от християнството, не му се приписва божественост, а е просто човек. Обратно, в християнството Исус е Господ, Син Божи, едно от проявленията на Светата троица. Понеже ислямът плътно се придържа към единобожието, от негова гледна точка представата за Светата троица е многобожие. В сура 9, стихове 30 и 31 пряко се отхвърля божественият произход на Иисус, както и че той е Спасителят. Потвърждава се, че е син на Мария, наречена Мариам. В тази си част може да се допусне, че ислямът е реакционен спрямо християнството. 
| „                                      | (30) И рекоха юдеите: „Узайр е синът на Аллах.“ И рекоха християните: „Месията е синът на Аллах.“ Това те го изричат, приличат в думите на онези, които преди не повярваха. Аллах да ги порази! Как така се подлъгват! (31) Те взеха за господари не Аллах, а своите правници и своите монаси, и Месията, сина на Мариам. А им бе повелено да служат само на единствения Бог. Няма друг Бог освен Него. Пречист е Той от онова, което съдружават с Него! | “ |
| По превод на проф. д-р Цветан Теофанов | |   |

## Западната цивилизация и ислямът
Този въпрос засяга взаимодействието на западната култура и настаняващия се там ислям чрез миграционните потоци предимно от Близкия Изток и Северна Африка.
В Швеция за първи път имам, който е гей, дава благословия за брак между две жени, след като те са сключили граждански брак, съгласно законовите възможности в Швеция. Людовик Мохамед Захед бракосъчетава иранките Шахар Мослех и Мириам Иранфар.

### Отношение към друговерците
От гледна точка на ислямското богословие, базирано на Свещения Коран, ислямът разделя хората на три основни групи: (1) мюсюлмани, (2) хора на Писанието и (3) неверници и съдружаващи. Хората, които отричат съществуването на бог, както и тези, които вярват в множество богове, се считат от Исляма за неверници и съдружаващи. Не така стои въпросът с някои от народите, които Коранът обозначава като „Хората на писанието“ или на арабски أهل الكتاب‎ Ahl al-Kitāb). Това понятие обхваща народите, дарени със свещена книга и на които е вече изпратен божий пратеник, като в тази група влизат основно християните и евреите. В тази насока Коранът повелява:
| „              | (62) Онези, които вярват, и юдеите, и християните, и сабеите, онези [от тях] които вярват в Аллах и в Сетния ден, и вършат праведни дела, имат отплатата си при своя Господ и не ще има страх за тях, и не ще скърбят.. | “ |
| Сура 2, Бакара | |   |

В някои аяти, Коранът говори пряко до тази група хора:
| „                 | (15) О, хора на Писанието, Нашият Пратеник дойде при вас да ви поясни много от онова, което сте скривали от Писанието, и да ви извини за много. При вас дойде от Аллах светлина и ясно Писание. | “ |
| Сура 5, Трапезата | |   |

Разграничението между неверниците и „Хората на писанието“ се намира и на други места в Корана, например:
| „                          | (7) И приехме Ние от пророците обета им, и от теб, и от Нух, и Ибрахим, и Муса, и Иса, сина на Мариам. Приехме от тях твърд обет, (8) за да пита Той правдивите за тяхната правдивост. А за неверниците е приготвил Той болезнено мъчение. | “ |
| Сура 33, Съюзените племена | |   |

Отношението на Корана към неверниците (съдружаващите), е благосклонно, щом не воюват и не заплашват мюсюлманите:
| „                  | (6)И ако те моли за защита някой от съдружаващите, защити го, та да чуе той Словото на Аллах! После го заведи на безопасно за него място! Това е, защото са хора незнаещи. | “ |
| Сура 9, Покаянието | |   |

| „               | (108) И не хулете онези, които зоват други освен Аллах, за да не похулят и те Аллах несправедливо, без да знаят! Така разкрасихме за всяка общност делата ѝ. После при своя Господ ще бъдат върнати и Той ще ги извести какво са правили. | “ |
| Сура 6, Ал-Анам | |   |

Когато мюсюлманите са нападнати обаче, Коранът им позволява да воюват с тях:
| „                         | (191) И ги убивайте там, където ги сварите, и ги прогонете оттам, откъдето и те ви прогониха! Да заблуждаваш е по-тежко, отколкото да убиваш. И не се сражавайте с тях при Свещената джамия, докато не започнат там да се сражават с вас! А ако се сражават с вас, убийте ги! Такова е възмездието за неверниците. | “ |
| Сура 2, Кравата/Ал-Бакара | |   |

## Изкуството и ислямът
Ислямът забранява изобразяването на хора и животни, смятайки това за идолопоклонничество. Затова и в култовото изкуство живописта и скулптурата имат предимно декоративен характер. Извън религиозния култ, но в пряка връзка с религията, на базата на исляма се развиват по уникален път литературата, архитектурата и художествените занаяти. Под термина „ислямско изкуство“ в изкуствознанието се разбира изкуството на мюсюлманските народи.
Поради тази забрана творците, работили на базата на тази доктрина, са твърде пестеливи откъм буквализъм, но за сметка на това са изчерпателни в детайлите и орнаментиката. Именно във връзка с тяхното изкуство възниква терминът „арабеска“, станал нарицателен тъкмо за подробна разработка на орнаменталния детайл.
Особено отчетлив е този стил в архитектурата и живописната миниатюра, като и в двата случая оказва силно влияние върху западното изкуство, което от своя страна го интерпретира през своята гледна точка.
Изключителен пример в това отношение са килимите, възникнали като украса към култовите здания. Даже и при по-късната си употреба те продължават да носят оригиналната символика на тази религиозна концепция.